# Ewald Körner
Ewald Körner (* 20. Januar 1926 in Bernau, Bezirk Neudek, Tschechoslowakei; † 11. September 2010 in Bern) war ein tschechoslowakisch-deutsch-schweizerischer Klarinettist und Dirigent.

## Leben
Körner wurde im Sudetenland geboren und studierte Klavier und Klarinette an der Deutschen Musikhochschule in Prag sowie Dirigieren bei Joseph Keilberth. Nach dem Kriegsdienst war er von 1946 bis 1948 Klarinettist am Staatstheater Magdeburg. Von 1948 bis 1950 studierte er Dirigieren in Hannover. Von 1951 bis 1960 war er Solorepetitor und später zweiter Kapellmeister am Staatstheater Braunschweig. 1956 gründete er das Jeunesses Musicales Orchester in Braunschweig. Er kam 1960 als Operettenkapellmeister nach Bern und arbeitete von 1963 bis 1991 als erster Kapellmeister am Stadttheater. Während dieser Zeit dirigierte er mehr als 103 Premieren; u. a. 1991 die Uraufführung Die  Richterin von François Pantillon. Körner war ständiger Gastdirigent der Slowakischen Philharmonie. Außerdem leitete er langjährig das Internationale Opernstudio Lausanne und den Dirigierkurs der Musikhochschule Bern. Zu seinen Schülern gehören Ludwig Wicki, Christian Henking und Kaspar Zehnder.

## Auszeichnungen
- 1984: Ehrendoktorwürde der Universität Bern
- 1992: Kunstpreis der Sudetendeutschen Landsmannschaft